# Anne de Rochechouart de Mortemart
Marie Adrienne Anne Victurnienne Clémentine de Rochechouart de Mortemart, più nota come Anne de Rochechouart de Mortemart (Parigi, 10 febbraio 1847 – Dampierre-en-Yvelines, 3 febbraio 1933), è stata una filantropa, artista, nobile, attivista politica, scrittrice e femminista francese.
Ereditiera della ricca fortuna dell'azienda produttrice di champagne Veuve Clicquot Ponsardin fondata dalla sua bisnonna, divenne nota al grande pubblico francese per le sue opere filantropiche e per la sua battaglia per il femminismo, oltre che per i suoi interessi politici (fu la principale finanziatrice del movimento boulangista) e per gli interessi nella caccia, nelle automobili, nelle arti e nella scrittura.

## Biografia

### I primi anni

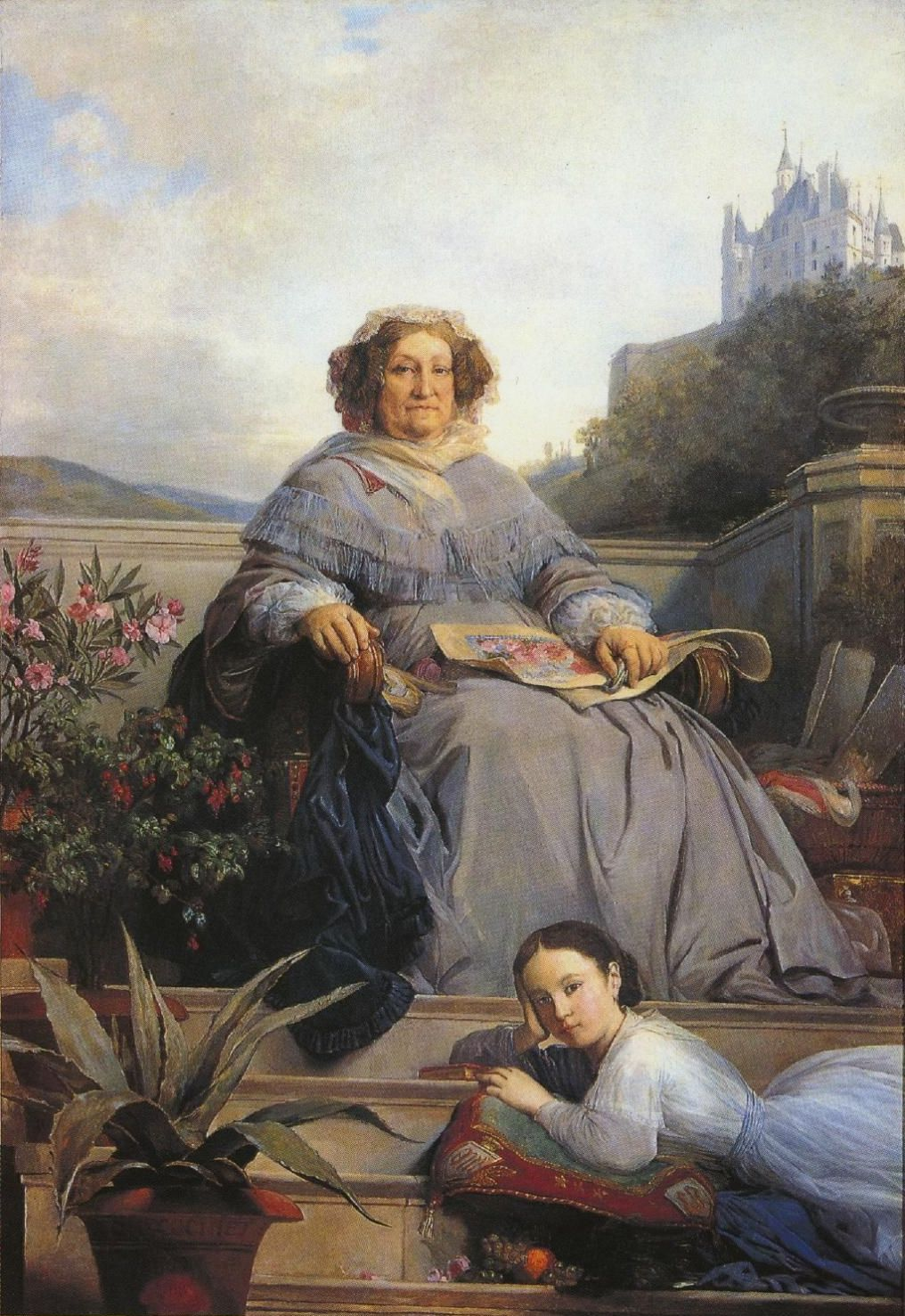
Anne con la nonna Madame Clicquot Ponsardin, fondatrice della Veuve Clicquot Ponsardin

Marie Adrienne Anne Victurnienne Clémentine de Rochechouart de Mortemart nacque il 10 febbraio 1847 a Parigi. Era figlia di Louis de Rochechouart, conte di Mortemart, e di Marie Clémentine de Chevigné (m. 24 ottobre 1877).
In occasione del matrimonio dei suoi genitori nel 1839, sua nonna aveva fatto costruire il Castello di Boursault in stile neorinascimentale dall'architetto Arveuf. Alla morte dell'ava, Anne ereditò il vasto possedimento nel 1866.

### Filantropia ed interessi

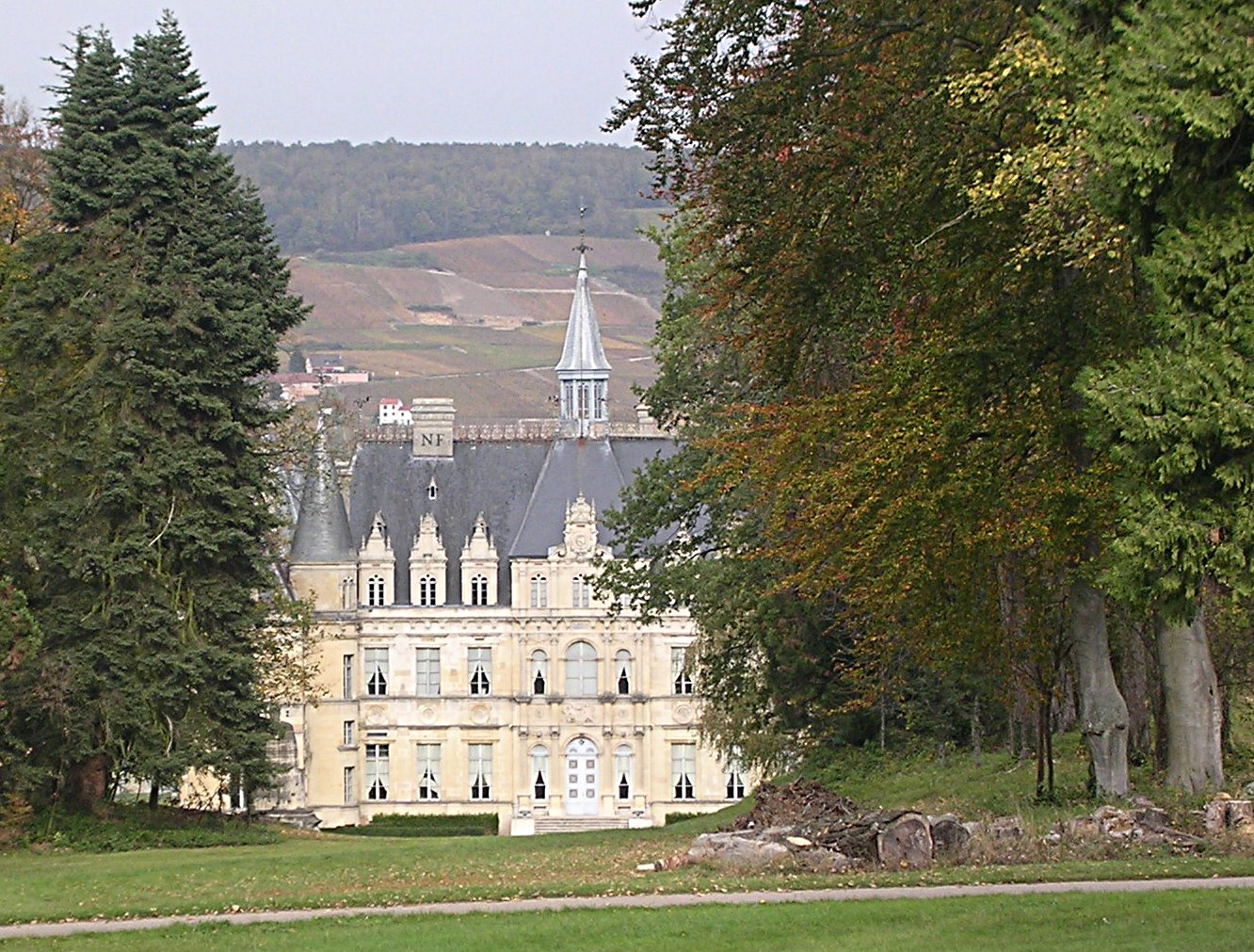
Il castello di Boursault

Nel 1867 sposò Emmanuel de Crussol, XII Duca di Uzès. Dopo la morte del marito nel 1878, la duchessa d'Uzès iniziò ad interessarsi al mondo della politica e divenne ben presto una strenua sostenitrice del politico realista e conservatore Georges Ernest Boulanger (1837–1891), sostenendolo economicamente con oltre tre milioni di franchi, una somma considerevole per l'epoca. Fu lei a convincere inoltre il principe Filippo, conte di Parigi, a supportare Boulanger nella speranza di riuscire a restaurare la monarchia in Francia. La duchessa d'Uzès supportò inoltre la Fédération nationale des Jaunes de France. Venne coinvolta anche nel finanziamento di una serie di giornali e periodici d'ispirazione antisemita, un sentimento particolarmente forte nella Francia di fine Ottocento. Divenne amica anche dell'anarchico Louise Michel.
Particolarmente attiva nella società parigina, la duchessa d'Uzès prese parte a numerose opere caritatevoli e si impegnò attivamente anche per la causa delle suffragette e per vari circoli femministi.
Nel gennaio del 1893, Jeanne Schmahl fondò l'associazione Avant-Courrière per i diritti delle donne ad agire in atti pubblici e privati e per il diritto per le donne sposate di disporre liberamente dei loro guadagni indipendentemente dai loro mariti. Anne de Rochechouart de Mortemart e Juliette Adam (1836–1936) aderirono entrambe ben presto all' Avant-Courrière, e Schmahl trovò supporto anche presso Jane Misme (1865–1935), che poi fondò il giornale La Française e presso Jeanne Chauvin (1862–1926), la prima donna francese a laurearsi in legge. La duchessa d'Uzès fu poi presidente della Lega Nazionale per il Miglioramento delle Industrie Rurali e Agricole (Ligue nationale pour le relèvement des industries rurales at agricoles).
Nel corso della prima guerra mondiale (1914–18) consentì all'esercito francese di utilizzare il suo castello a Bonnelles per ospitarvi un ospedale da campo affilato a quello di Rambouillet. All'età di 70 anni studiò e superò l'esame per divenire infermiera professionista e poter essere così disponibile ad aiutare i soldati. Fondò inoltre un asilo d'infanzia, e divenne membro della Lega Anti-Cancro di Francia, cercando di sensibilizzare il grande pubblico sul tema.

### Sport ed altre attività

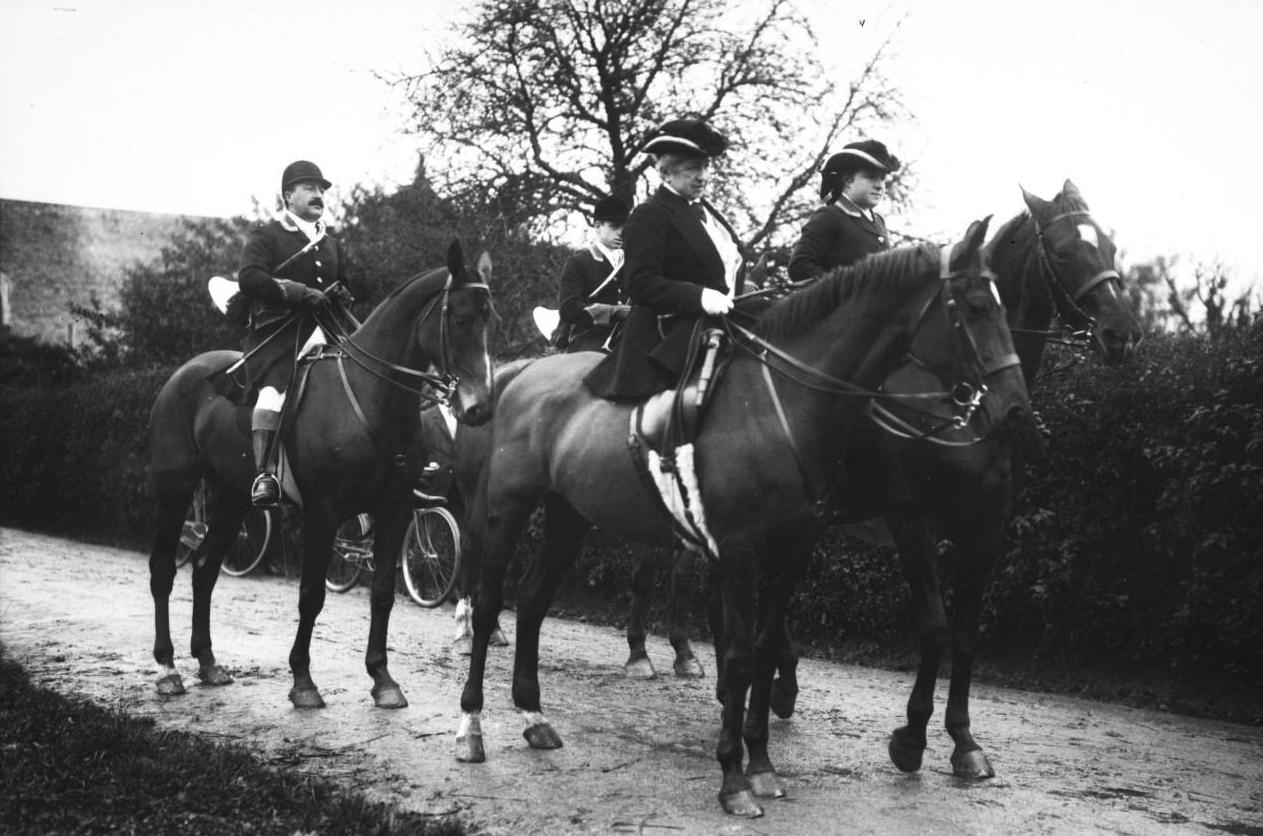
La duchessa d'Uzès in tenuta da caccia a Rambouillet (1913)

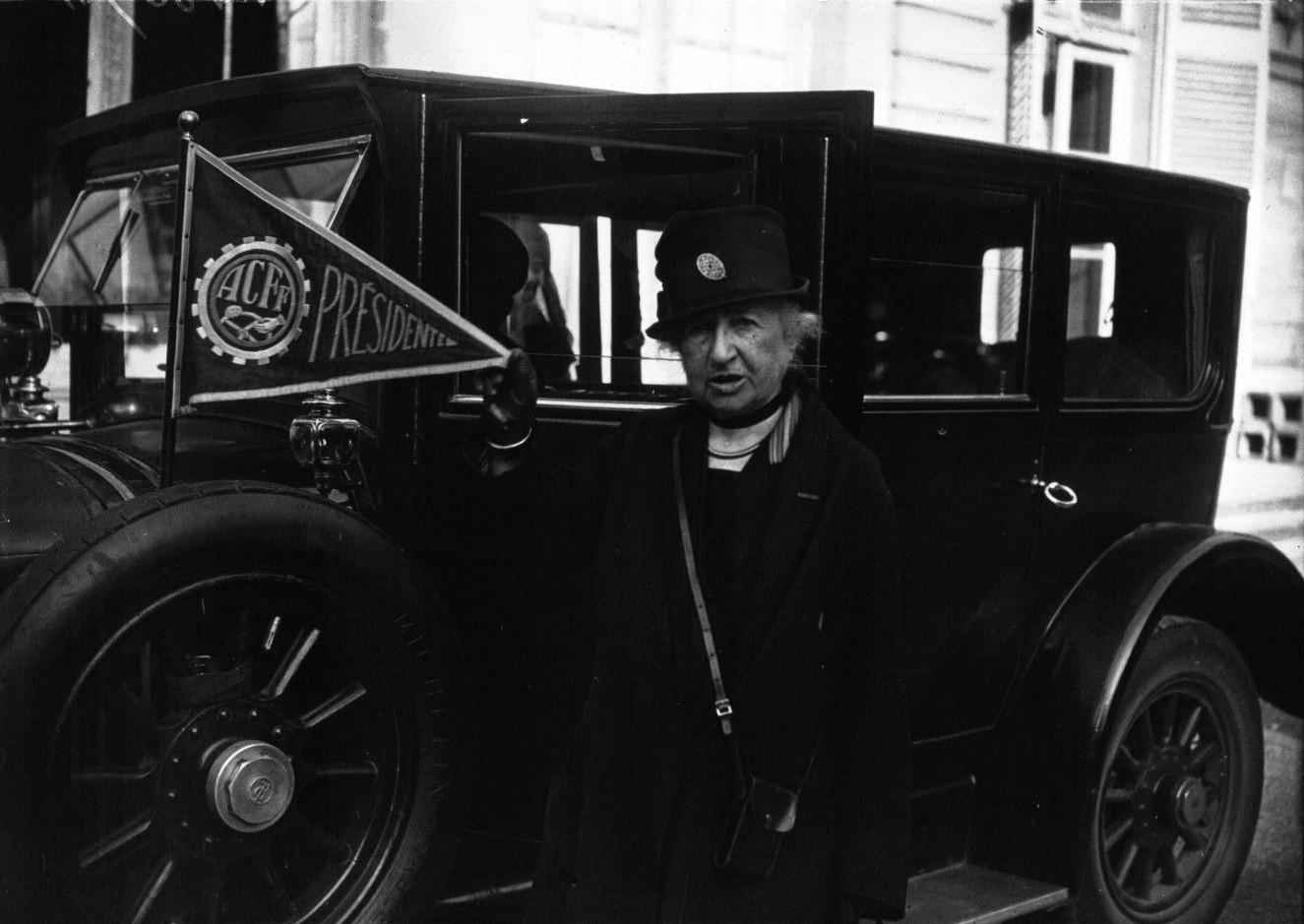
La duchessa d'Uzès, presidente dell'Automobile Club Femminile di Francia (1927)

La duchessa d'Uzès fu anche una nota sportiva della sua epoca, ed in particolare si interessò attivamente alla caccia che praticò stagionalmente nella foresta di Rambouillet dagli anni '80 dell'Ottocento sino alla sua morte, fatto che le creò non pochi problemi ed in particolare l'espulsione dalla Società per la Protezione degli Animali di Francia. La caccia era vista dalla duchessa anche come un espediente di socializzazione che spesso condivideva coi suoi ospiti a Bonnelles. All'età di 80 anni, nel luglio del 1926, giurò avanti al tribunale di Rambouillet come Lieutenant de Louveterie, una posizione assimilabile a quella di guardiacaccia.
Nel 1889 il giornale The Epoch di New York scriveva a tal proposito: "La duchessa, che ha superato da poco i quaranta, è bassa e goffa, e pare cavarsela meglio quando è a cavallo. Ha una faccia gentile e intelligente, capelli castani e occhi azzurri raggianti [...] Fu a Bonnelles che la duchessa ricevette l'imperatrice Elisabetta d'Austria che le espresse sorpresa ed ammirazione nel vedere una caccia così ben organizzata e condotta da una donna con tali abilità e perfezione da parere organizzata da un esperto guardiacaccia. A Parigi la duchessa d'Uzès abita una splendida casa negli Champs-Élysées, un tempo appartenuta alla regina Cristina di Spagna e con soffitti ornati da dipinti di Marià Fortuny [...]"
La duchessa d'Uzès fu una delle prime clienti di Émile Delahaye, pioniere dell'industria automobilistica in Francia. Nel 1898 fu la prima donna in Francia ad ottenere una patente di guida e nel 1899 fu la prima a ricevere una multa per eccesso di velocità: aveva viaggiato a 15 km/h nel Bois de Boulogne dove il limite era di 12 km/h. Divenne presidente dell'Aeroclub Femminile di Francia.

### Talenti artistici

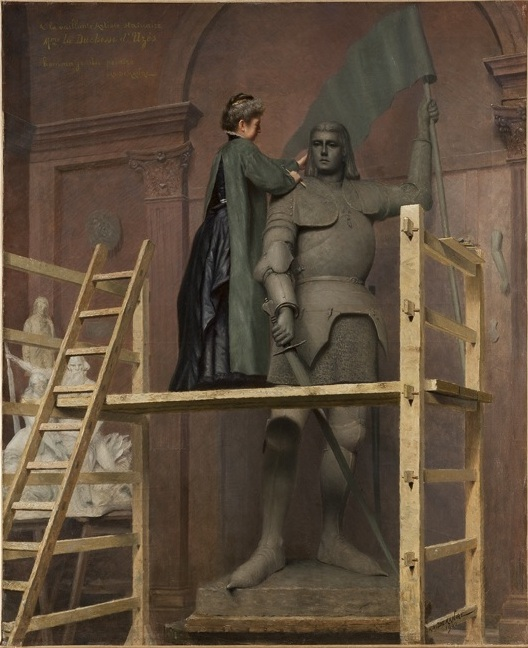
La duchessa d'Uzès lavora ad una scultura rappresentante Giovanna d'Arco (1900), dipinto di Adolphe Demange

La duchessa era particolarmente versata nella scrittura di poesie, opere teatrali, racconti e storie, ma il suo talento eccelleva anche nella pittura e nella scultura, utilizzando spesso lo pseudonimo di "Manuela". Le sue opere vennero esibite alla Société des Artistes Français, dove nel 1887 ricevette una menzione onorevole. La duchessa d'Uzès fu amica dello scultore Jean-Alexandre-Josef Falguière (1831–1900), che le diede lezioni private. Realizzò sculture rappresentanti la dea Diana, Émile Augier, Nicolas Gilbert, la Vergine Maria invocata come Notre-Dame de France, Sant'Uberto e Giovanna d'Arco. Divenne presidente dell'Unione delle Pittrici Francesi nonché presidente del Lycéum-Club de France.
Un dipinto del 1900 realizzato da Adolphe Demange (1857–1928) la raffigura al lavoro su una statua monumentale di Giovanna d'Arco nello studio di Falguière, un modello per una statua da fondere in bronzo da porre nella Place du Château a Mehun-sur-Yèvre dove rimase sino al 1944 quando venne distrutta dall'esercito tedesco.

## Matrimonio e figli
Il 10 maggio 1867, Anne sposò Emmanuel de Crussol, XII duca d'Uzès (1840–1878). Questi venne eletto deputato al parlamento nel 1871 e si schierò a destra contro la formazione di una nuova repubblica dopo il crollo del secondo impero napoleonico. La coppia ebbe i seguenti figli:
- Jacques de Crussol d'Uzès, XIII duca d'Uzès (1868–1893)[2]
- Simone Louise Laure de Crussol (1870–1946), sposò Honoré d'Albert, X duca di Luynes (1868–1924).[8]
- Louis de Crussol d'Uzès, XIV duca d'Uzès (1871–1943), sposò Marie Thérèse d'Albert de Luynes. Sposò in seconde nozze l'americana Josephine Angela (1886–1966) nel 1939.[9] Il loro nipote, Emmanuel de Crussol d'Uzès, divenne XV duca d'Uzès nel 1943.[10]
- Mathilde Renée de Crussol (1875–1908), sposò François de Cossé Brissac, XI duca di Brissac.[11]

Alla morte del marito nel 1878, Anne rimase vedova senza mai più risposarsi.